# Зимова Універсіада 1985
Зимова Універсіада 1985 — XII зимова Універсіада. Проводилася в італійському місті Беллуно в 1985 році.

## Медальний залік
| Місце  | Країна         | Золото | Срібло | Бронза | Загалом |
| ------ | -------------- | ------ | ------ | ------ | ------- |
| 1      | СРСР           | 7      | 3      | 4      | 14      |
| 2      | Канада         | 6      | 5      | 8      | 19      |
| 3      | Чехословаччина | 4      | 3      | 2      | 9       |
| 4      | Італія         | 3      | 6      | 5      | 14      |
| 5      | США            | 3      | 6      | 2      | 11      |
| 6      | Югославія      | 1      | 2      | 0      | 3       |
| 7      | ФРН            | 1      | 1      | 0      | 2       |
| 7      | Австралія      | 1      | 1      | 0      | 2       |
| 9      | Іспанія        | 1      | 0      | 2      | 3       |
| 10     | Японія         | 1      | 0      | 1      | 2       |
| 10     | Нідерланди     | 1      | 0      | 1      | 2       |
| 10     | Франція        | 1      | 0      | 1      | 2       |
| 13     | Польща         | 0      | 3      | 1      | 4       |
| 14     | Болгарія       | 0      | 1      | 0      | 1       |
| 15     | Фінляндія      | 0      | 0      | 2      | 2       |
| 16     | Австрія        | 0      | 0      | 1      | 1       |
| 16     | Швейцарія      | 0      | 0      | 1      | 1       |
| Всього | Всього         | 30     | 31     | 31     | 92      |

## Хокей
Переможцями турніру з хокею на Універсіаді 1985 стала збірна СРСР. Вона виступала у складі: воротарі Ю. Нікітін, О. Лисенков; захисники В. Ширяєв, О. Фаткуллін, О. Доніка, К. Курашов, С. Фокін, С. Вологжанін; нападники О. Чорних, Ю. Хмильов, Р. Волгін, О. Семак, С. Востріков, В. Лукіянов, О. Іващенко, Р. Хайдаров, С. Новоселів, П. Торгаєв, С. Молчанов, П. Єзовських; тренери М. Карпов, Б. Бабич.